# Иван Сбирков
Иван А. Сбирков или Збирков,  с псевдоним Гарванов, е български общественик, политик и революционер.

## Биография
Роден е в село Долно Дерекьой, тогава в Османската империя, днес Соколовци, България. Влиза във Вътрешната македоно-одринска революционна организация, един от първите посветен от Ангел Инджов. Към 1904 година е четник в четата на Тодор Хвойнев. Жени се в Горно Райково и става зет на Анастас Димитров. Иван Сбирков развива широка революционна дейност и става е председател на комитета в Горно Райково. След Хуриета в 1908 година Сбирков става мухтар (кмет) на Горно Райково, тогава в Османската империя, днес квартал на Смолян, България.
Умира в Горно Райково.